# Eupodotis
Eupodotis es un género de aves otidiformes de la familia Otididae que incluye varias especies de sisones del África subsahariana.

## Especies
Se reconocen las siguientes especies:
- Eupodotis afra[5] - sisón negro alioscuro;
- Eupodotis afraoides[5] - sisón negro aliclaro;
- Eupodotis caerulescens - sisón azulado;
- Eupodotis gindiana[6] - sisón moñudo etíope;
- Eupodotis humilis[7] - sisón somalí;
- Eupodotis rueppelii[7] - sisón de Damaraland;
- Eupodotis ruficrista[6] - sisón moñudo austral;
- Eupodotis savilei[6] - sisón moñudo saheliano;
- Eupodotis senegalensis - sisón senegalés;
- Eupodotis vigorsii[7] - sisón del Karoo.